# Advanced Boiling Water Reactor

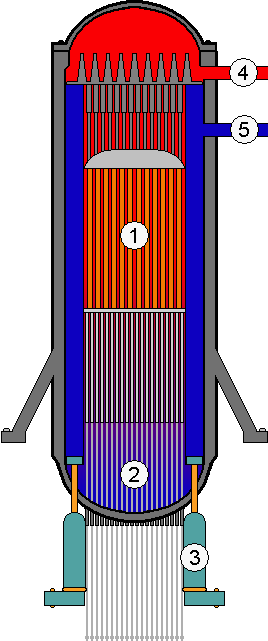
Tryckkärlet för en ABWR

Advanced Boiling Water Reactor (Avancerad kokvattenreaktor; ABWR) är en kärnreaktor av typen Tredje generationens reaktor utvecklad från kokvattenreaktorer. ABWR designas av GE Hitachi Nuclear Energy. En standard ABWR har en nettoeffekt på cirka 1 350 MWe.

## ABWR i världen

### I drift
I november 2007 fanns det tre ABWR i drift i världen, alla i Japan. Två finns i Kashiwazaki-Kariwa kärnkraftverk och ett i Hamaoka kärnkraftverk. Det första av dessa togs i drift 1996. 

### Under konstruktion
Fyra ABWR var under konstruktion i november 2007, två i Japan och två i Taiwan. En ABWR byggs vid Higashi-Dori kärnkraftverk och en i Shika kärnkraftverk. 
Vid Lungmen kärnkraftverk i Taiwan började man att bygga två ABWR som skulle ha tagits i drift 2009 och 2010. Efter omfattande protester lades projektet i malpåse år 2014 och med början år 2018 skickades kärnbränslet tillbaka till USA.

### Planerade

#### Japan
Flera ABWR var på planeringsstadiet i Japan, vid Ohma kärnkraftverk, Fukushima I kärnkraftverk, Higashidori kärnkraftverk, Shimane kärnkraftverk och Kaminoseki kärnkraftverk. Alla   projekten avbröts efter Fukushima-olyckan men vissa har startat igen.
Reaktorn vid Ohma kärnkraftverk beräknas starta år 2026.

#### Storbritannien
Horizon Nuclear Power planerade två ABWR anläggningar i Wylfa i Wales och i Oldbury i England. Båda projekten lades i malpåse i mars 2012 och i januari 2019 stoppades de helt.